# 助殺
助殺（英語：assist），是棒球、板球等運動中成立出局前，導致其成立的過程中，使傳球或擊出的球改變方向或速度的補助行為，會記錄在這位野手的守備數據 。

## 概要
當打者或跑者出局時，觸殺或接殺等直接讓野手出局的動作，會被記錄為刺殺，不過在此時，參與本次出局的刺殺者以外關聯野手，會記錄為助殺。為取一個出局數而關連到多名野手，也只會將此次助殺記錄為這個數量。
據此，如果夾殺時間拖延，涉及多名選手時，也只會記錄這個人數的助殺。但是，同個出局數之下，一名選手不論在這次守備參與多少次，這名選手的助殺都只有1次。
此外，因球員失誤造成出局無法成立的時候，記錄員判斷為若無失誤就會成立出局之時，失誤野手以外參與本次守備的野手亦會有助殺記錄 。